# Syracuse IV
Syracuse IV, pour système de radiocommunication utilisant un satellite anciennement connu sous le nom de Comsat NG (acronyme de Communication par satellite de nouvelle génération), est un programme de télécommunications par satellite militaire français qui a été déployé en 2021 et 2023 afin de remplacer les satellites de la famille Syracuse 3. Le programme est lancé par la direction générale de l'Armement en décembre 2015. Le budget associé qui s'élève à 3,8 milliards d'euros dont un quart pour la construction de deux satellites. La réalisation est confiée à un groupement formé par les deux constructeurs de satellites disposant d'implantations en France : Thales Alenia Space et Airbus Defence and Space.
Le 24 octobre 2021, le premier satellite, Syracuse 4A, est mis en orbite de transfert géostationnaire par une fusée Ariane 5 (vol VA 255). Le second satellite, Syracuse 4B, est mis en orbite le 6 juillet 2023 lors du dernier lancement d'Ariane 5 (vol VA 261).

## Segment spatial
Le segment spatial comprend deux satellites commandés fermes et une option pour un troisième satellite optimisé notamment pour une utilisation par les plateformes aéronautiques (connectivité accrue, drones...) qui semble confirmée en 2018 avant d'être abandonnée en avril 2023. Thales Alenia Space, qui est maître d’œuvre du système complet, est responsable de la charge utile qui comprend des répéteurs fonctionnant en bande X (bande de fréquence militaire), en bande Ka (internet par satellite) et un système antibrouillage. Les deux industriels fournissent chacun une des deux plates-formes : Spacebus Neo pour Thales Alenia Space et Eurostar 3000 pour Airbus Defence and Space. Les deux premiers satellites doivent être lancés par des lanceurs Ariane 5 ECA.